# New Lebanon (New York)
Pour les articles homonymes, voir Lebanon.
New Lebanon est une municipalité située dans le comté de Columbia dans l'État de New York, aux États-Unis.